# Álvaro Delgado Sciaraffia
Álvaro Alejandro Delgado Sciaraffia (n. Iquique, Región de Tarapacá, Chile; 13 de mayo de 1995) es un futbolista chileno. Juega de mediocampista y su equipo actual es Cobreloa de la Primera B de Chile.

## Carrera

### Deportes Iquique
Delgado comenzó su carrera en Deportes Iquique, equipo de su ciudad natal. Debutó el 22 de agosto de 2012 en la derrota por 2-1 frente a San Marcos de Arica por la fecha 2 de la Copa Chile, ingresando a los 10 minutos del segundo tiempo por Misael Cubillos.
Convirtió su primer gol con la camiseta de Iquique el 31 de mayo de 2014, también por la Copa Chile, en la derrota 3-1 contra Deportes Antofagasta.
En el Dragón celeste consiguió ser campeón de la Copa Chile 2013-14, luego de vencer por 3 a 1 en la final a Huachipato.

### Ñublense
Tras no tener continuidad en Deportes Iquique (no jugó partidos en la temporada 2015-16), fue cedido a Ñublense, equipo que se encontraba disputando la Primera B. En el conjunto de Chillán apenas jugó 6 partidos, por lo que retornó rápidamente a Iquique.

### Coquimbo Unido
Luego de 6 meses sin equipo, Delgado reforzó a Coquimbo Unido, en el cual jugó 24 partidos y convirtió 4 goles, siendo parte del equipo campeón de la Primera B 2018.

### Audax Italiano
Su buen paso por Coquimbo Unido logró que Audax Italiano se interese en él, y finalmente lo contrate. Debutó el 24 de febrero de 2019 en la victoria 1-2 sobre Cobresal. Un año después, convirtió su primer gol con la camiseta del Tano: fue victoria 2-1 contra Deportes La Serena.
Durante su etapa en el club, Delgado disputó 33 partidos y convirtió 2 tantos.

### Rangers
A fines de 2021, arregló su desvinculación con Audax Italiano para recalar en las filas de Rangers, conjunto de la Primera B.

### Regreso a Deportes Iquique
El 23 de diciembre de 2022 es anunciado su regreso a Deportes Iquique luego de 7 años.

### Deportes La Serena
A mediados de la temporada 2024, el delantero firmó en el Deportes La Serena de la Primera B de Chile.

## Estadísticas

### Clubes
| Club                     | Div.                | Temporada           | Liga  | Liga  | Copas nacionales | Copas nacionales | Torneos internacionales | Torneos internacionales | Total | Total |
| Club                     | Div.                | Temporada           | Part. | Goles | Part.            | Goles            | Part.                   | Goles                   | Part. | Goles |
| ------------------------ | ------------------- | ------------------- | ----- | ----- | ---------------- | ---------------- | ----------------------- | ----------------------- | ----- | ----- |
| Deportes Iquique · Chile | 1.ª                 | 2012                | —     | —     | 5                | 0                | —                       | —                       | 5     | 0     |
| Deportes Iquique · Chile | 1.ª                 | 2013                | 6     | 0     | —                | —                | 1                       | 0                       | 7     | 0     |
| Deportes Iquique · Chile | 1.ª                 | 2013-14             | 3     | 0     | 2                | 0                | —                       | —                       | 5     | 0     |
| Deportes Iquique · Chile | 1.ª                 | 2014-15             | 2     | 0     | 6                | 1                | —                       | —                       | 8     | 1     |
| Deportes Iquique · Chile | 1.ª                 | 2015-16             | —     | —     | —                | —                | —                       | —                       | 0     | 0     |
| Deportes Iquique · Chile | Total club          | Total club          | 11    | 0     | 13               | 1                | 1                       | 0                       | 25    | 1     |
| Ñublense · Chile         | 2.ª                 | 2016-17             | 6     | 0     | —                | —                | —                       | —                       | 6     | 0     |
| Ñublense · Chile         | Total club          | Total club          | 6     | 0     | 0                | 0                | 0                       | 0                       | 6     | 0     |
| Coquimbo Unido · Chile   | 2.ª                 | 2018                | 24    | 4     | 2                | 1                | —                       | —                       | 26    | 5     |
| Coquimbo Unido · Chile   | Total club          | Total club          | 24    | 4     | 2                | 1                | 0                       | 0                       | 26    | 5     |
| Audax Italiano · Chile   | 1.ª                 | 2019                | 7     | 0     | 1                | 0                | —                       | —                       | 8     | 0     |
| Audax Italiano · Chile   | 1.ª                 | 2020                | 17    | 2     | —                | —                | 1                       | 0                       | 18    | 2     |
| Audax Italiano · Chile   | 1.ª                 | 2021                | 6     | 0     | 1                | 0                | —                       | —                       | 7     | 0     |
| Audax Italiano · Chile   | Total club          | Total club          | 30    | 2     | 2                | 0                | 1                       | 0                       | 33    | 2     |
| Rangers · Chile          | 2.ª                 | 2022                | 0     | 0     | —                | —                | —                       | —                       | 0     | 0     |
| Rangers · Chile          | Total club          | Total club          | 0     | 0     | 0                | 0                | 0                       | 0                       | 0     | 0     |
| Deportes Iquique · Chile | 2.ª                 | 2023                | 0     | 0     | 0                | 0                | —                       | —                       | 0     | 0     |
| Deportes Iquique · Chile | 1.ª                 | 2024                | 0     | 0     | 0                | 0                | —                       | —                       | 0     | 0     |
| Deportes Iquique · Chile | Total club          | Total club          | 0     | 0     | 0                | 0                | 0                       | 0                       | 0     | 0     |
| Total en su carrera      | Total en su carrera | Total en su carrera | 71    | 6     | 17               | 2                | 2                       | 0                       | 90    | 8     |
| 1. 2. 3.                 |                     |                     |       |       |                  |                  |                         |                         |       |       |

## Palmarés

### Campeonatos nacionales
| Título     | Club               | País  | Año     |
| ---------- | ------------------ | ----- | ------- |
| Copa Chile | Deportes Iquique   | Chile | 2013-14 |
| Primera B  | Coquimbo Unido     | Chile | 2018    |
| Primera B  | Deportes La Serena | Chile | 2024    |